# Aborigines Advancement League
Die Aborigines Advancement League, auch Aboriginal Advancement League (AAL) genannt, ist eine politische Organisation der  Aborigines in Australien. Sie befasst sich mit der Wohlfahrt und dem Schutz der Kultur und Erhalt von bedeutenden Plätzen der Aborigines, die sich um Melbourne befinden.

## Geschichte
Die League wurde 1957 von Charles McLean zur Unterstützung der Aborigines in Victoria gegründet. McLean kritisierte die Umstände in den Reservaten und Missionsstationen am Lake Tyers und in Framlingham (Victoria). McLean schlug vor, dass sich geeignete Personen der Aborigines und der Europäer in die Reservate begeben sollten, um die Missstände zu klären. Die Aborigines am Lake Tyers akzeptierten diesen Vorschlag und die AAL stellte ihre Kampagne ein.
Diese neugegründete Organisation bezog sich mit ihrem Namen auf die bereits im Jahre 1934 gegründete Australian Aborigines League, die sich aufgrund der Verfolgung von Polizei und Aboriginal Protection Board aufgelöst hatte und auf das Save the Aborigines Committee, das sich 1955 als Antwort auf die Krise in den Warburton Ranges gebildet hatte. Der erste Präsident der League war Gordon Bryant mit Doris Blackburn als stellvertretender Präsidentin, Stan Davey als Sekretär und Douglas Nicholls als Ersten Offizier.
Frühe Aktivitäten richteten sich auf das Referendum zur Veränderung der Constitution of Australia im Jahre 1967, das den Regierungen von Australien erlauben sollte, sich den Angelegenheiten der Aborigines zuzuwenden und eine juristische Verteidigung von Aborigines wie beispielsweise von Albert Namatjira, der sich der Weitergabe von Likör an andere Aborigines strafbar gemacht hatte, überhaupt ermöglichen sollte.
Ab 1967 wurde die AAL von Bill Onus als Präsidenten geführt.

## Heutige Aktivitäten
Die League unterstützt die Koori-Aborigines mit einer Familien- und Unterstützung für Verpflegung, bei Hausbesuchen, Rechtshilfe, entwickelt Beratungs- und Ausbildungsprogramme, unterstützt Drogen- und Alkoholsuchtberatungen und gewährt Unterstützungen bei Beerdigungen.
Die AAL war auch eine kulturelle Vereinigung, die Informationen und Sprecher für Schulen zur Verfügung stellt.

## Hauptquartier und Erhalt von Plätzen
Im Jahre 1999 bezahlte die Regierung von Victoria $2.790.000 zur Renovierung des Hauptquartiers der League in der Watt Street in Northcote. Sie unterstützte die Gemeinschaft beim Bau eines Museums und beim Erhalt von Plätzen von historischer, kultureller und spiritueller Bedeutung für die Aborigines.